# 馬約卡王宮

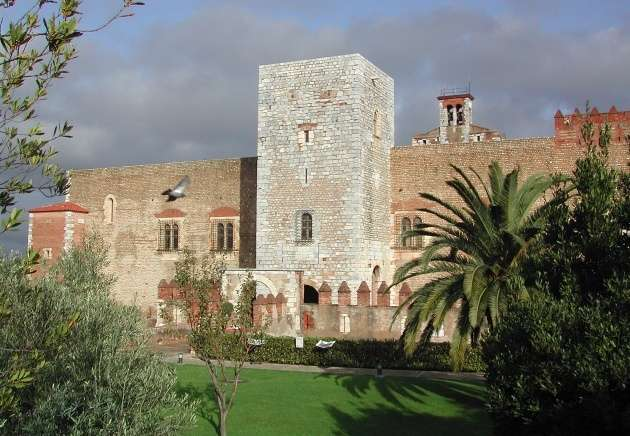
馬約卡王宮

馬約卡王宮（法語：Palais des Rois de Majorque) 是位於法國城市佩皮尼昂的一座宮殿建築。馬約卡王宮始建於1276年，是一座哥特式建築。現在馬約卡王宮是佩皮尼昂主要的觀光景點之一。